# Natural History (журнал)
Natural History — научно-популярный журнал о естественных науках, издаваемый Американским музеем естественной истории для широкой публики. Каждый год выпускается десять номеров журнала.
С 1900 по 1918 год журнал издавался под названием The American Museum Journal с подзаголовком Natural History.
С журналом сотрудничают авторы: Нил Деграсс Тайсон, Джаред Даймонд, Ричард Докинз, Норман Ньюэлл, and Томас Николсон ( (англ.) Thomas Nicholson).